# ناحیه روستایی گیپینگ
ناحیه روستایی گیپینگ (انگلیسی: Gipping Rural District) ناحیه‌ای روستایی در شهرستان سافولک شرقی انگلستان بود. این منطقه نام آن از رودخانه گیپینگ گرفته شده است.